# Brasile ai XXII Giochi olimpici invernali
Il Brasile ha partecipato ai XXII Giochi olimpici invernali che si sono svolti dal 7 al 23 febbraio a Soči in Russia, con una delegazione composta da 13 atleti.

## Biathlon
| Gara                        | Atleta           | Tempo d'arrivo | Penalità    | Distacco | Posizione |
| --------------------------- | ---------------- | -------------- | ----------- | -------- | --------- |
| 7,5 km sprint femminile     | Jaqueline Mourão | 25'06"4        | 1 (0+1)     | +3'59"6  | 77ª       |
| 15 km individuale femminile | Jaqueline Mourão | 57'22"6        | 7 (1+2+3+1) | +14'03"0 | 76ª       |

## Bob
| Gara                   | Equipaggio                                                           | 1ª manche | 2ª manche | 3ª manche | 4ª manche | Totale  | Posizione |
| ---------------------- | -------------------------------------------------------------------- | --------- | --------- | --------- | --------- | ------- | --------- |
| Bob a due femminile    | Fabiana Santos Sally Mayara Da Silva                                 | 59"57     | 1'00"45   | 1'00"73   | 1'01"20   | 4'01"95 | 19°       |
| Bob a quattro maschile | Edson Bindilatti Edson Martins Fábio Gonçalves Silva Odirlei Pessoni | 56"86     | 56"74     | 57"11     | Nq        | 2'50"71 | 29°       |

## Freestyle
| Gara            | Atleta          | Fase           | 1° Salto | Pos | 2° Salto | Pos | Posizione Finale |
| --------------- | --------------- | -------------- | -------- | --- | -------- | --- | ---------------- |
| Salti femminile | Joselane Santos | Qualificazioni | 49,60    | 20ª | 48,17    | 16ª | 22ª              |

## Pattinaggio di figura
| Gara                            | Atleta           | Programma corto | Programma corto | Programma libero | Programma libero | Totale          | Totale          |
| Gara                            | Atleta           | Punti           | Posizione       | Punti            | Posizione        | Punti           | Posizione       |
| ------------------------------- | ---------------- | --------------- | --------------- | ---------------- | ---------------- | --------------- | --------------- |
| Pattinaggio di figura femminile | Isadora Williams | 40.37           | 30ª             | Non qualificata  | Non qualificata  | Non qualificata | Non qualificata |

## Sci alpino
| Gara                      | Atleta          | 1^ manche | 2^ manche | Totale  | Posizione |
| ------------------------- | --------------- | --------- | --------- | ------- | --------- |
| Slalom gigante maschile   | Jhonatan Longhi | 1'33"03   | 1'33"69   | 3'06"72 | 58°       |
| Slalom speciale maschile  | Jhonatan Longhi | 59"24     | DSQ       | DSQ     | DSQ       |
| Slalom gigante femminile  | Maya Harrisson  | 1'30"31   | 1'31"55   | 3'01"86 | 54ª       |
| Slalom speciale femminile | Maya Harrisson  | 1'04"88   | 1'03"45   | 2'08"33 | 39ª       |

## Sci di fondo
| Gara             | Atleta           | Fase           | Tempo d'arrivo | Posizione |
| ---------------- | ---------------- | -------------- | -------------- | --------- |
| Sprint maschile  | Leandro Ribela   | Qualificazioni | 4:21.12        | 80°       |
| Sprint femminile | Jaqueline Mourão | Qualificazioni | 3:02.83        | 65ª       |

## Snowboard
| Gara                      | Atleta               | Fase             | Tempo    | Pos.     | Finale |
| ------------------------- | -------------------- | ---------------- | -------- | -------- | ------ |
| Snowboard cross femminile | Isabel Clark Ribeiro | Qualificazioni   | 1'24"31  | 12ª      | 14ª    |
| Snowboard cross femminile | Isabel Clark Ribeiro | Quarti di finale | 4ª elim. | 4ª elim. | 14ª    |